# Miro-Pekka Saarelainen
Miro-Pekka Saarelainen (ur. 26 kwietnia 1994 w Vantaa) – fiński hokeista.

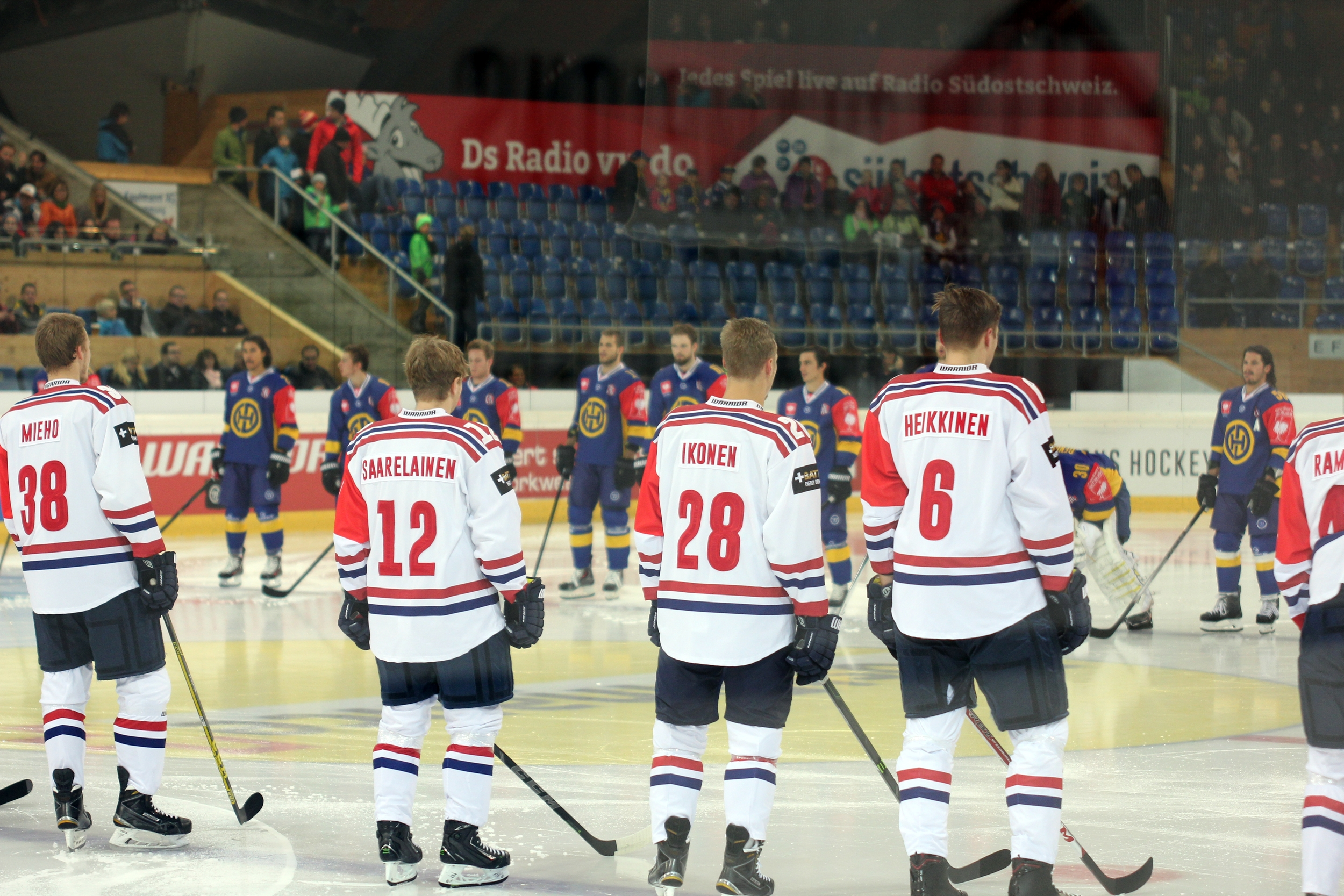
Miro-Pekka Saarelainen (drugi od lewej) w barwach HIFK w 2015

## Kariera
- HIFK U16 (2008–2010)
- HIFK U18 (2009–2012)
- HIFK U20 (2011–2016)
- HIFK (2015/2016)
  -  Kiekko-Vantaa (2015/2016, 2016/2017)
  -  RoKi (2016/2017)
  -  KooKoo (2016/2017)
- KeuPa HT (2017-2018)
- Kiekko-Vantaa (2018–2019)
- Pelicans (2019-2021)
- Kiekko-Vantaa (2021)
- GKS Katowice (2022)
- Rødovre Mighty Bulls (2022-)

Wychowanek klubu Kiekko-Vantaa w rodzinnym mieście. Rozwijał karierę w drużynach juniorskich klubu HIFK w Helsinkach. W barwach seniorskiej ekipy HIFK grał też w rozgrywkach Liiga do 2017. Potem grał w innych zespołach w drugiej lidze Mestis oraz w Liiga. Od 2019 grał w Pelicans Lahti. Sezon 2021/2022 rozpoczął ponownie w Kiekko-Vantaa. Na początku stycznia 2022 ogłoszono, że został zaangażowany przez GKS Katowice w rozgrywkach Polskiej Hokej Ligi. W maju 2022 przedłużył umowę z tym klubem. W czerwcu 2022 przeszedł do duńskiego zespołu Rødovre Mighty Bulls.
Występował w reprezentacji Finlandii juniorów do lat 16, do lat 17, do lat 19. 

## Sukcesy
Klubowe
- Brązowy medal U16 SM-sarja: 2009 z HIFK U16
- Srebrny medal U16 SM-sarja: 2010 z HIFK U16
- Złoty medal U18 SM-liiga: 2010 z HIFK U18
- Srebrny medal mistrzostw Finlandii: 2016 z HIFK
- Złoty medal Mestis: 2018 z KeuPa HT
- Złoty medal mistrzostw Polski: 2022 z GKS Katowice

Indywidualne
- Mestis (2018/2019):
  - Najlepszy napastnik miesiąca: październik 2018
  - Pierwsze miejsce w klasyfikacji strzelców w sezonie zasadniczym: 36 goli
  - Pierwsze miejsce w klasyfikacji kanadyjskiej w sezonie zasadniczym: 66 punktów
  - Najlepszy napastnik sezonu
  - Złoty kask
  - Złoty krążek